# The Nation
Cet article concerne l'hebdomadaire américain. Pour le quotidien thaïlandais, voir The Nation (Thaïlande). Pour le quotidien pakistanais, voir The Nation (Pakistan).
The Nation est un hebdomadaire américain classé à gauche et progressiste, fondé en 1865 par un groupe d'hommes d'affaires opposés à l'esclavage. Il est le plus vieil hebdomadaire aux États-Unis.
Il fait partie des magazines du pays diffusés à plus de 100 000 exemplaires, essentiellement en ligne, avec un record à 187 000 en 2006.
Avec D. D. Guttenplan (en) en tant que rédacteur en chef et Katrina vanden Heuvel (en) à la direction de la rédaction, The Nation compte au nombre de ses anciens rédacteurs Victor Navasky (en), Norman Thomas, Carey McWilliams, et Freda Kirchwey (en). De nombreux collaborateurs célèbres y ont écrit. Edward Saïd y a tenu une chronique de critique musicale pendant plusieurs années.
L'hebdomadaire comporte plusieurs services spécialisés dans l'architecture, les arts, la défense, l'environnement, le cinéma, le système judiciaire, la musique, le sport, la poésie et les nations unies, les grèves, le sexe ou encore les droits civiques.
La société d'édition, The Nation Company, est au 33 Irving Place à New York. The Nation a des filiales à Budapest, Londres et en Afrique du Sud.

## Histoire
The Nation est fondé le 6 juillet 1865 par le journaliste Edwin Lawrence Godkin et l'architecte-paysagiste Frederick Law Olmsted grâce à l'aide financière de Charles Eliot Norton et de l'abolitionniste James Miller McKim (en). Plusieurs des fondateurs sont issus du magazine abolitionniste The Liberator qui cesse sa parution dès lors que son but est atteint. Sur le prospectus fondateur de The Nation, on peut y lire : 

« The Nation ne sera l'organe d'aucun parti, secte ou organisme. Au contraire, il s'efforcera d'apporter à la discussion des questions politiques et sociales un esprit réellement critique et de lutter contre les vices de la violence, de l'exagération et de la déformation qui entachent tant d'écrits politiques de l'époque ».

En 1881, Henry Villard (en), grand magnat de la presse devenu entrepreneur dans les chemins de fer, achète The Nation ainsi que le New York Evening Post et en fait le supplément littéraire hebdomadaire de ce dernier jusqu'en 1930. Les équipes de publications emménagent au 210 Broadway à New York où se trouvent les bureaux de l'Evening Post. The New York Evening Post est acheté en 1939 par George Backer et Dorothy Schiff (en) et, sous la direction de cette dernière, devient un tabloïd de gauche à partir de 1942, puis conservateur après son rachat par Rupert Murdoch en 1976, mais The Nation en avait déjà été détaché depuis longtemps.
En 1918, le fils de Henry Villard, Oswald Garrison Villard entre en possession du magazine mais il est contraint de vendre l'Evening Post alors que ses positions pacifistes — il s'oppose à l'entrée des États-Unis dans la première guerre mondiale — rendent ce journal impopulaire au point qu'il perd des contrats publicitaires et des abonnés. Il refait de The Nation un journal d'opinion tout en lui imprimant une orientation plus à gauche. La direction de Villard vaut à The Nation d'être placé sous l'étroite surveillance du FBI pendant plus de cinquante ans. Le FBI avait en effet classé Villard parmi les individus subversifs depuis 1915, tradition qui sera perpétuée par les rédacteurs successifs de The Nation jusqu'aux années 1970[réf. nécessaire]. Quand Albert Jay Nock dénonce dans une des colonnes du journal la complicité de Samuel Gompers et des syndicats dans la mise en place de l'économie de guerre au cours de la Première Guerre mondiale, la distribution du numéro du 14 septembre 1918 est interdite par le Directeur général de la poste en vertu de la loi sur l'espionnage de 1917 (selon laquelle, entre autres, ce qui peut entraver l'effort de guerre ne peut être imprimé et envoyé par la poste),.
Au cours des années 1949 et 1950, la possibilité d'une fusion entre The New Republic et The Nation fait l'objet d'une longue discussion entre Freda Kirchwey (en) (pour The Nation) et Michael Straight (pour The New Republic). Les deux magazines étaient à l'époque très proches : tous deux se situent au centre gauche, bien que The Nation est alors plus à gauche ; tous deux ont un tirage avoisinant les 100 000 exemplaires ; et tous deux perdent plus d'argent qu'ils n'en gagnent (ce qui est par ailleurs toujours le cas pour The Nation qui fonctionne surtout grâce aux donations). On pense donc que les deux magazines peuvent fusionner et former le plus puissant magazine d'opinion américain, The Nation and The New Republic. La fusion n'est finalement pas effectuée et The New Republic s'oriente ensuite nettement plus à droite,.
Alors détenu depuis 1985 par Arthur L. Carter (en), le journal est acheté en 1995 par son rédacteur en chef Victor Navasky (en) à la tête d'un groupe d'investisseur dont Paul Newman et E. L. Doctorow. Au moment de la transaction, The Nation enregistre un déficit annuel moyen de 500 000 dollars avec un tirage de 85 000 exemplaires pour des revenus situés entre 400 et 450 000 dollars.
En 2015, l'hebdomadaire, le plus vieux des États-Unis, célèbre son 150e anniversaire et publie à cette occasion une édition spéciale de 268 pages contenant des archives des publications de ses plus illustres collaborateurs tels que Martin Luther King, Albert Einstein, Henry James, W.E.B. Du Bois ou encore Noam Chomsky.
Le 15 juin 2019, D. D. Guttenplan (en) devient le 16e rédacteur en chef de The Nation en 154 ans. Katrina vanden Heuvel (en) qui occupait ce poste, reste au magazine en tant que directrice de la rédaction.

## Collaborateurs célèbres
D'innombrables personnalités ont écrit des articles dans The Nation,,,,, dont :
- Eliza Frances Andrews, botaniste et romancière américaine ;
- Hannah Arendt, philosophe, politologue ;
- Ella Baker, militante afro-américaine
- John Berryman, poète américain
- Noam Chomsky, linguiste, philosophe, essayiste ;
- Albert Einstein, scientifique, physicien, astrophysicien ;
- Emma Goldman, anarchiste russe ;
- Helen Hunt Jackson, poète, romancière, essayiste et militante en faveur des droits des amérindiens ;
- Henry James, écrivain ;
- Martin Luther King en tant que correspondant pour les droits civiques ;
- D. H. Lawrence, romancier et poète ;
- Jeannette Marks, poète, nouvelliste, dramaturge, essayiste et universitaire américaine ;
- Eileen Myles, poète, romancière, nouvelliste américaine ;
- Henry Miller, romancier ;
- Ralph Nader, homme politique américain (écologiste) et écrivain ;
- Ezra Pound, poète, fasciste et antiaméricain ;
- Jean-Paul Sartre, écrivain et philosophe ;
- Dora Sigerson Shorter, poète, romancière, nouvelliste, irlandaise ;
- George Schuyler, polémiste, militant, éditorialiste afro-américain ;
- Kurt Vonnegut, écrivain ;
- William Butler Yeats, poète et dramaturge ;

## Faits marquants
The Nation n'a officiellement soutenu que trois candidats à l'élection présidentielle américaine : Jesse Jackson en 1988, Barack Obama en 2008 et Bernie Sanders en 2016 et 2020,.
De nombreux articles et auteurs ont marqué l'histoire du magazine :

### XXesiècle
En 1919, The Nation prédit que le traité de Versailles mènerait à de dangereux développements en Allemagne. En 1931, Albert Einstein écrit dans un article qu'il ne peut y avoir de paix durable sans désarmement. En 1957, Fidel Castro est invité à expliquer ce que les rebelles veulent pour le futur de leur pays. L'année suivante, une enquête du magazine démontre que le taux de strontium 90 dans les os des enfants américains est en forte hausse, influençant ainsi la mise en place du traité d'interdiction des essais atmosphériques au début des années 1960. En 1959, un article de Ralph Nader The Safe Car You Can't Buy (« La voiture sûre que vous ne pouvez pas acheter ») donne par la suite naissance à son célèbre livre Unsafe at Any Speed (en) (dangereuse quelle que soit la vitesse), contribuant ainsi à déclencher les mouvements de défense des consommateurs. En 1965, l'ancien rédacteur en chef du magazine Ernest Gruening est l'un des deux sénateurs à voter contre la résolution du golfe du Tonkin qui menera à la guerre du Vietnam. À partir du milieu des années 1970, The Nation enquête sur les abus de pouvoir du gouvernement américain, dont les écoutes téléphoniques d'Albert Einstein par le FBI. Durant la campagne présidentielle américaine de 1984, le candidat démocrate Walter Mondale cite un article du magazine selon lequel le président Reagan a ignoré les avertissements de déplacer les soldats américains stationnés à Beyrouth (l'année précédente, 241 d'entre eux périssent dans un attentat).

### XXIesiècle
En 2002 et après plus de vingt ans de collaboration, l'éditorialiste Christopher Hitchens quitte The Nation avec fracas. Il s'oppose aux courriers des lecteurs et à la ligne éditoriale du journal (hostiles à la guerre contre la terreur menée par George W. Bush à la suite des attentats du 11 septembre 2001) qui est selon lui devenu « la voix et la chambre d'écho de ceux qui croient vraiment que John Ashcroft est une plus grande menace qu'Oussama ben Laden ».
En 2006, David Corn (en) (alors responsable de la rédaction de l'hebdo à Washington) soulève la possibilité que des fonctionnaires de l'administration Bush ont enfreint la loi en divulguant trois ans plus tôt au journaliste Robert Novak, l'identité de Valerie Plame, femme de Joseph C. Wilson mais aussi agente de la CIA et ceci dans le but de salir cet ancien diplomate (révéler l'identité d'un agent de la CIA est un crime aux États-Unis),,.
En juillet 2018, The Nation subit de nombreuses réactions outrées sur les réseaux sociaux à la suite de la publication de How-To, un poème écrit par Anders Carlson-Wee et dans lequel il traite de l'invisibilité du phénomène des sans-abri en adoptant une langue vernaculaire noire. Le poète, accusé de racisme et de capacitisme (le texte contient le mot crippled (« estropié »)), présente alors ses excuses. Stephanie Burt et Carmen Giménez Smith (en), les éditrices de la rubrique poésie, publient une note en présentant également leurs excuses sur la page du poème qui n'est toutefois pas retiré. Ces excuses sont l'objet de débats houleux : sur Twitter, Stephen King se demande « Quelle est la prochaine étape ? Des excuses pour les femmes qui écrivent du point de vue masculin, ou vice versa ? », Roxane Gay lui rétorquant : « ce n'est pas qu'un blanc ait utilisé un langage vernaculaire noir. C'est qu'il l'a mal fait et de manière incohérente et c'est un problème ». Katha Pollitt, chroniqueuse à The Nation, tance ses collègues en qualifiant leurs excuses de « lâche » et leur note de « lettre d'un camp de rééducation ». Dans un article du New York Times, Grace Schulman (en) qui fut éditrice de la rubrique poésie à The Nation durant 35 ans, fustige également la note d'excuse : qualifiant le tollé suscité par le poème sur les médias sociaux de « vicieux », elle fait valoir que dans le passé aucune excuse n'a été présenté alors que certains sujets comme la passion lesbienne ou les menaces nucléaires ont fait enrager les lecteurs au point de les pousser se désabonner. Elle ajoute que dans cette affaire, « The Nation a trahi ce qu'il défend »,.

## Financement et tirage
En 2010, le revenu de The Nation provient pour 11 % des recettes publicitaires, environ 60 % des abonnements et environ 25 % de collectes de fonds. Le don moyen est d'environ 70 dollars par an. Le magazine organise également une croisière qui rapporte 200 000 dollars annuellement et durant laquelle les participants peuvent assister à des conférences tenues par des personnalités de la mouvance progressiste.
En 2001 le magazine est tiré à 107 000 exemplaires, à 149 000 en 2003 puis 187 000 en 2006 mais enregistre une chute durant le premier semestre de 2010 avec 145 000 abonnements et seulement 1 500 ventes en kiosque. En 2017, la diffusion de The Nation enregistre une hausse d'environ 19,5 % avec plus de 145 000 abonnements contre moins de 122 000 l'année précédente.
Selon Victor Navasky (ancien éditeur et rédacteur en chef du magazine), ce qui est bon pour la nation est mauvais pour The Nation (« what is good for the nation is bad for The Nation »). En effet, la diffusion de The Nation (comme celle d'autres journaux) semble fluctuer selon le parti au pouvoir aux États-Unis. Ainsi, la diffusion du magazine augmente fortement durant la présidence de George W. Bush (républicain) pour chuter de presque 7,5 % en 2009, première année de mandat du démocrate Barack Obama,.

## Nation Associates et la création d'Israël
Durant les années 1930, alors que les tensions s'accumulent en Palestine, la ligne éditoriale de The Nation penche en faveur des palestiniens. Ainsi, dans un article publié en 1936, Albert Viton décrit « la lutte anti-impérialiste arabe » contre les sionistes « réactionnaires » voulant établir un État juif.
La posture du magazine change lorsque son éditrice Freda Kirchwey (en), farouche antifasciste, considère la création d'un État juif comme la fin logique des luttes de la Seconde Guerre mondiale. Elle condamne le Livre blanc de 1939 qui limite l'installation de juifs en Palestine dans une lettre cosignée par 26 autres rédacteurs. Ceux-ci accusent le gouvernement britannique de « récompenser le terrorisme et le gangstérisme arabe, achetés et payés par le fascisme italien et le nazisme allemand »,.

Kirchwey fonde par la suite Nation Associates, un organisme à but non lucratif destiné à financer et publier The Nation. Lillie Shultz, ancienne administratrice en chef du Congrès juif américain est placée à la tête de l'organisation. Dès lors, Nation Associates est utilisé comme un groupe de pression sioniste travaillant de concert avec l'Agence juive. Entre 1947 et 1954, Nation Associates produit une douzaine de rapports largement diffusés auprès des sénateurs américains et membres du Congrès, auprès du président Truman ainsi qu'à l'Organisation des Nations unies (ONU). En 1947, l'organisme publie par exemple The Palestine problem and proposals for its solution, un rapport destiné aux membres de l'ONU cosigné par Kirchwey et dans lequel l'option d'un État commun aux deux peuples n'est pas envisageable : 
« the Jewish population, progressive and industrialized, would be at the mercy of a backward and antagonistic Arab majority »
« la population juive, progressiste et industrialisée, serait à la merci d'une majorité arabe arriérée et antagoniste »
— The Palestine problem and proposals for its solution
 Le document fait également état de liens entre le régime nazi et le grand mufti Mohammed Amin al-Husseini et à travers lui, des membres de la délégation arabe auprès des Nations unies,.
Après l'exode palestinien de 1948, Nation Associates et d'autres organismes remettent un mémorandum à l'Assemblée générale des Nations unies contre le droit au retour des réfugiés palestiniens (The Arab refugee problem: A plan for its solution, 29 décembre 1951),.
The Nation lance également une campagne de relation publique en collaboration avec Eliahu Epstein (en) de l'Agence juive qui voit l'hebdomadaire comme un porte-voix à la cause juive. Immédiatement après la reconnaissance de l'État juif, Epstein envoie des remerciements à Freda Kirchwey et à Lillie Shultz, louant le dévouement et d'abnégation de cette dernière, en souhaitant que The Nation maintienne « l'opinion publique au niveau approprié en notre faveur ».
Au début du XXIe siècle, la position du magazine envers Israël change de façon notoire. En 2002 et 2007, Richard Falk écrit que le « terrorisme d'État » dans lequel le pays s'est engagé est plus important que l'utilisation de la terreur par les Palestiniens. Il fait le parallèle avec le bilan criminel des atrocités collectives commises par les nazis et le traitement des Palestiniens par Israël. Le politologue et historien israélien Neve Gordon juge que la plupart des juifs se considèrent comme victimes dans le conflit, non comme des agresseurs et au nom de The Nation, appelle à des protestations majeures et des sanctions contre Israël. Henry Siegman (en), ancien directeur du Congrès juif américain, écrit que la lutte de libération juive, autrefois noble, a été transformée en « entreprise coloniale ».
Enfin, lors d'un échange écrit avec Rania Khalek en 2015, l'ancienne rédactrice en chef du magazine, Katrina vanden Heuvel, estime que « au moment où Kirchwey écrivait, Israël se battait pour sa survie ; il n'était pas engagé dans une occupation autodestructrice dont même les conservateurs israéliens pensent qu'elle finira par miner son caractère et sa sécurité ».

## Comité de rédaction
Le comité de rédaction de The Nation, début 2021 :
- Deepak Bhargava
- Emily Bell
- Kai Bird
- Barbara Ehrenreich
- Frances FitzGerald
- Eric Foner
- Greg Grandin
- Lani Guinier
- Richard Kim
- Tony Kushner
- Elinor Langer
- Malia Lazu
- Richard Lingeman
- Deborah Meier
- Walter Mosley
- Khalil Gibran Muhammad
- Victor Navasky
- Pedro Antonio Noguera
- Richard Parker
- Elizabeth Pochoda
- Rinku Sen
- Waleed Shahid
- Zephyr Teachout
- Dorian T. Warren
- Gary Younge